# Bräcke mölla

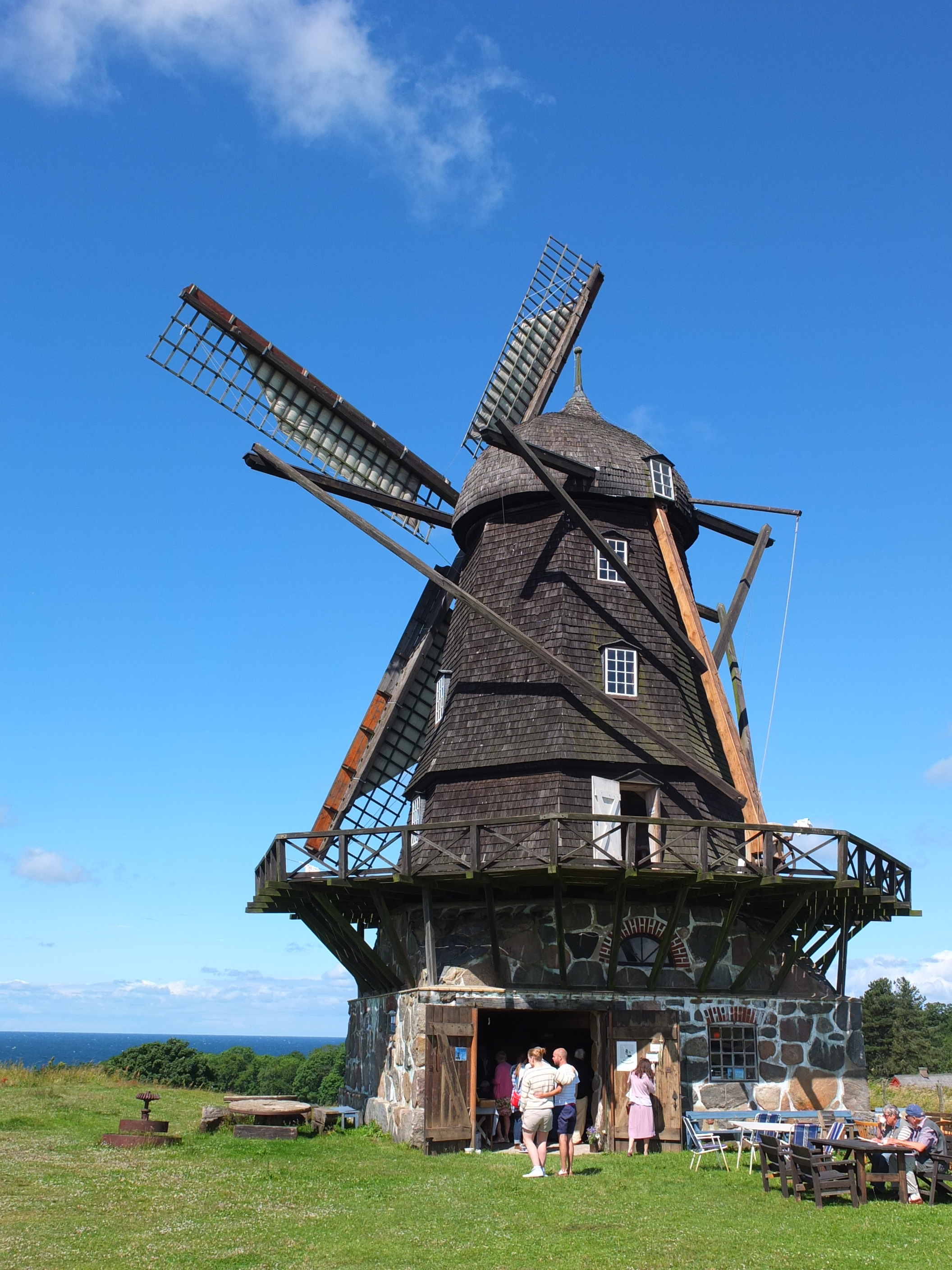
Bräcke Mölla

Bräcke mölla är en väderkvarn belägen nära Lerhamn och Krapperups borg i Höganäs kommun i nordvästra Skåne. Möllan är en så kallad Holländare. På en sådan mölla kan toppkupolen vridas för att vingarna ska stå rakt mot vinden.
Möllan är belägen på Bräcke backe, 40 meter över havet. Idealvinden är omkring 10 meter i sekunden. Möllans totalhöjd är 18 meter, och även vingspannet är 18 meter. Axeln är av järn, 7,1 meter lång, och främre delen lagrad med rullager. I möllan finns två kvarnar, samt en under restaurering. Varje kvarn består av två kvarnstenar, var och en väger 1,0 - 1,5 ton. Det finns dessutom en havrekross och en sikt.
Bräcke mölla är i mycket gott skick och mal mjöl mellan 7 och 10 gånger per år, varav 4 till 5 är öppna för besökare på söndagar. Möllan är en av få kvarnar som är i skick för malning.

## Historik
På den plats där Bräcke mölla ligger har det förmodligen på stenåldern varit offerplats. En mölla är känd på denna plats sedan 1656. Det var då en stubbamölla det var fråga om. Stubbamöllan byggdes om flera gånger, och en helt ny stubbamölla byggdes 1801. Denna ersattes av en holländare år 1851. Denna väderkvarn brann upp år 1946. 
Den nuvarande möllan uppfördes 1858-1859 på Stattena i Helsingborg, där den var i bruk fram till 1940-talet. Därefter fick den förfalla, och en rivning var nära i slutet av 1970-talet. Den övertogs då av Kullens hembygdsförening som organiserade flytten till nuvarande plats och som också ställt möllan i användbart skick. Möllan flyttades med en pråm från Helsingborg till Höganäs under november 1979. Under februari 1980, när marken var frusen och därför tillät transporter, flyttades den till Bräcke backe, för att där ställas upp på en nyuppförd grund sommaren 1980. 
För att kunna mala måste möllan kontinuerligt underhållas. År 2007 fick den nya vingar, 2013 nya spån på hättan, 2016 nytt magasin intill möllan i 1920-talsstil, 2018 renoverades bölet (kroppen). Kontinuerligt behöver det bytas kuggar. Därtill kommer vanligt årligt underhåll.